# زیرساخت زبان مشترک با منبع مشترک
زیرساخت زبان مشترک با منبع مشترک (SSCLI)، که قبلاً با نام رمز Rotor شناخته می شد، اجرای منبع مشترک مایکروسافت از CLI، هسته دات نت است. اگرچه SSCLI به دلیل مجوزی که دارد برای استفاده تجاری مناسب نیست، اما این امکان را برای برنامه نویسان فراهم می کند تا جزئیات پیاده سازی بسیاری از کتابخانه های دات نت را بررسی کنند و نسخه های CLI اصلاح شده ایجاد کنند. مایکروسافت منبع مشترک CLI را به عنوان یک پیاده سازی CLI مرجع مناسب برای استفاده آموزشی ارائه می دهد.

## تاریخچه
در آغاز سال 2001، مایکروسافت اعلام کرد که بخشی از کد منبع زیرساخت NET Framework را در منبع اشتراکی از طریق ECMA، به عنوان بخشی از فرآیند استانداردسازی C# و CLI منتشر خواهد کرد.

در مارس 2002، مایکروسافت نسخه 1.0 زیرساخت زبان مشترک منبع مشترک را منتشر کرد که Rotor نیز نامیده می شد. The Shared Source CLI در ابتدا برای اجرا در ویندوز طراحی شده بود، اما می‌توانست روی FreeBSD (نسخه 4.7 یا جدیدتر) و Mac OS X 10.2 نیز ساخته شود. این تکنولوژی به گونه ای طراحی شده بود که تنها چیزی که برای پورت کردن منبع مشترک CLI به پلتفرم دیگر نیاز به سفارشی سازی داشت، یک لایه انتزاعی پلتفرم نازک (PAL) بود.

آخرین نسخه 2.0 SSCLI در مارس 2006 منتشر شد، و شامل اکثر کلاس ها و ویژگی های نسخه 2.0 چارچوب دات نت است. SSCLI 2.0 را می توان مستقیماً از دانلودهای مایکروسافت دانلود کرد و برای کامپایل به Perl و Visual Studio 2005 در حال اجرا بر روی Windows XP SP2 نیاز دارد. مایکروسافت از سال 2006 منبع و نیازمندی های ساخت را به روز نکرده است. حتی MVP های مایکروسافت که بخش مهمی از اکوسیستم جامعه مایکروسافت هستند از عدم پشتیبانی از سایر نسخه ها و سیستم عامل های ویژوال استودیو شکایت کردند. با این حال، یک نسخه غیر رسمی برای ویژوال استودیو 2008 توسط یکی از کارمندان مایکروسافت در بلاگ MSDN ارائه شد و دیگری برای ویژوال استودیو 2010 توسط انجمن منتشر شد.

## مجوز
منبع مشترک CLI از مجوز غیر رایگان مایکروسافت منبع مشترک زبان مشترک استفاده می کند. این مجوز تغییرات و توزیع مجدد کد را برای استفاده های شخصی یا دانشگاهی بلامانع میداند اما نمی توان از آنها برای محصولات تجاری استفاده کرد.